# Liste der Mitglieder der IIHF Hall of Fame
Dies ist eine Liste aller Mitglieder, die in die 1997 von der Internationalen Eishockey-Föderation IIHF in Zürich gegründeten IIHF Hall of Fame aufgenommen wurden (alphabetisch sortiert). Die IIHF Hall of Fame befindet sich mit einem eigenen Ausstellungsbereich in der Hockey Hall of Fame im kanadischen Toronto.

## A
| Name                   |                        | Kategorie      | Mitglied seit |
| ---------------------- | ---------------------- | -------------- | ------------- |
| Quido Adamec           | Tschechien             | Schiedsrichter | 2005          |
| Bunny Ahearne          | Vereinigtes Konigreich | Funktionär     | 1997          |
| Boris Alexandrow       |                        | Funktionär     | 2019          |
| Weniamin Alexandrow    | Russland               | Spieler        | 2007          |
| Daniel Alfredsson      | Schweden               | Spieler        | 2018          |
| Ernest Aljančič senior | Slowenien              | Funktionär     | 2002          |

## B
| Name               |                    | Kategorie  | Mitglied seit |
| ------------------ | ------------------ | ---------- | ------------- |
| Helmuts Balderis   | Lettland           | Spieler    | 1998          |
| Rudi Ball          | Deutschland        | Spieler    | 2004          |
| Father David Bauer | Kanada             | Funktionär | 1997          |
| Art Berglund       | Vereinigte Staaten | Funktionär | 2008          |
| Curt Berglund      | Schweden           | Spieler    | 2003          |
| Sven Bergqvist     | Schweden           | Spieler    | 1999          |
| Lars Björn         | Schweden           | Spieler    | 1998          |
| Rob Blake          | Kanada             | Spieler    | 2018          |
| Wsewolod Bobrow    | Russland           | Spieler    | 1997          |
| Peter Bondra       | Slowakei           | Spieler    | 2016          |
| Roger Bourbonnais  | Kanada             | Spieler    | 1999          |
| Vladimír Bouzek    | Tschechien         | Spieler    | 2007          |
| Philippe Bozon     | Frankreich         | Spieler    | 2008          |
| Herb Brooks        | Vereinigte Staaten | Spieler    | 1999          |
| Walter Brown       | Vereinigte Staaten | Funktionär | 1997          |
| Vlastimil Bubník   | Tschechien         | Spieler    | 1997          |
| Mike Buckna        | Kanada             | Funktionär | 2004          |
| Luděk Bukač        | Tschechien         | Funktionär | 2007          |
| Pawel Bure         | Russland           | Spieler    | 2012          |
| Walter Bush junior | Vereinigte Staaten | Funktionär | 2009          |
| Karyn Bye-Dietz    | Vereinigte Staaten | Spielerin  | 2011          |
| Wjatscheslaw Bykow | Russland           | Spieler    | 2014          |

## C
| Name                    |                    | Kategorie  | Mitglied seit |
| ----------------------- | ------------------ | ---------- | ------------- |
| Enrico Calcaterra       | Italien            | Funktionär | 1999          |
| Ferdinand «Pic» Cattini | Schweiz            | Spieler    | 1998          |
| Hans Cattini            | Schweiz            | Spieler    | 1998          |
| Josef Černý             | Tschechien         | Spieler    | 2007          |
| Zdeno Chára             | Slowakei           | Spieler    | 2025          |
| Waleri Charlamow        | Russland           | Spieler    | 1998          |
| Chris Chelios           | Vereinigte Staaten | Spieler    | 2018          |
| Andrei Chomutow         | Russland           | Spieler    | 2014          |
| Anatolij Chorosow       | Ukraine            | Funktionär | 2006          |
| Bill Christian          | Vereinigte Staaten | Spieler    | 1998          |
| Chung Mong-won          | Korea Sud          | Funktionär | 2020          |
| Bill Cleary             | Vereinigte Staaten | Spieler    | 1997          |
| Gerry Cosby             | Vereinigte Staaten | Spieler    | 1997          |
| Murray Costello         | Kanada             | Funktionär | 2014          |
| Jim Craig               | Vereinigte Staaten | Spieler    | 1999          |
| Mike Curran             | Vereinigte Staaten | Spieler    | 1999          |

## D
| Name              |                    | Kategorie        | Mitglied seit |
| ----------------- | ------------------ | ---------------- | ------------- |
| Melody Davidson   | Kanada             | Funktionär       | 2024          |
| Ove Dahlberg      | Schweden           | Schiedsrichter   | 2004          |
| Natalie Darwitz   | Vereinigte Staaten | Spieler          | 2024          |
| Witali Dawydow    | Russland           | Spieler          | 2004          |
| Igor Dmitrijew    | Russland           | Funktionär       | 2007          |
| Hans Dobida       | Osterreich         | Funktionär       | 2007          |
| Sandra Dombrowski | Schweiz            | Schiedsrichterin | 2023          |
| Jaroslav Drobny   | Tschechien         | Spieler          | 1997          |
| Vladimír Dzurilla | Slowakei           | Spieler          | 1998          |

## E
| Name              |                        | Kategorie  | Mitglied seit |
| ----------------- | ---------------------- | ---------- | ------------- |
| Jan-Åke Edvinsson | Schweden               | Funktionär | 2013          |
| Carl Erhardt      | Vereinigtes Konigreich | Spieler    | 1998          |
| Rudolf Eklöw      | Schweden               | Funktionär | 1999          |

## F
| Name                  |                        | Kategorie  | Mitglied seit |
| --------------------- | ---------------------- | ---------- | ------------- |
| Rickard Fagerlund     | Schweden               | Funktionär | 2010          |
| René Fasel            | Schweiz                | Funktionär | 2021          |
| Wjatscheslaw Fetissow | Russland               | Spieler    | 2005          |
| Anatoli Firsow        | Russland               | Spieler    | 1998          |
| Sergei Fjodorow       | Russland               | Spieler    | 2016          |
| Peter Forsberg        | Schweden               | Spieler    | 2013          |
| Jimmy Foster          | Vereinigtes Konigreich | Spieler    | 2023          |

## G
| Name                 |                    | Kategorie  | Mitglied seit |
| -------------------- | ------------------ | ---------- | ------------- |
| Jozef Golonka        | Slowakei           | Spieler    | 1998          |
| Danielle Goyette     | Kanada             | Spielerin  | 2013          |
| Cammi Granato        | Vereinigte Staaten | Spielerin  | 2008          |
| Arne Grunander       | Schweden           | Funktionär | 1997          |
| Wayne Gretzky        | Kanada             | Spieler    | 2000          |
| Henryk Gruth         | Polen              | Spieler    | 2006          |
| Bengt-Åke Gustafsson | Schweden           | Funktionär | 2003          |
| Karel Gut            | Tschechien         | Spieler    | 1998          |

## H
| Name             |                    | Kategorie  | Mitglied seit |
| ---------------- | ------------------ | ---------- | ------------- |
| Dominik Hašek    | Tschechien         | Spieler    | 2015          |
| Geraldine Heaney | Kanada             | Spielerin  | 2008          |
| Anders Hedberg   | Schweden           | Spieler    | 1997          |
| Dieter Hegen     | Deutschland        | Spieler    | 2010          |
| Raimo Helminen   | Finnland           | Spieler    | 2012          |
| Paul Henderson   | Kanada             | Spieler    | 2013          |
| Heinz Henschel   | Deutschland        | Funktionär | 2003          |
| William Hewitt   | Kanada             | Funktionär | 1998          |
| Kai Hietarinta   | Finnland           | Funktionär | 2025          |
| Rudi Hiti        | Slowenien          | Spieler    | 2009          |
| Ivan Hlinka      | Tschechien         | Spieler    | 2002          |
| Jiří Holeček     | Tschechien         | Spieler    | 1998          |
| Jiří Holík       | Tschechien         | Spieler    | 1999          |
| Derek Holmes     | Kanada             | Funktionär | 1999          |
| Leif Holmqvist   | Schweden           | Spieler    | 1999          |
| Ladislav Horský  | Slowakei           | Funktionär | 2004          |
| Phil Housley     | Vereinigte Staaten | Spieler    | 2012          |
| Fran Huck        | Kanada             | Spieler    | 1999          |
| Cristobal Huet   | Frankreich         | Spieler    | 2023          |
| Jørgen Hviid     | Danemark           | Funktionär | 2005          |

## I
| Name        |          | Kategorie | Mitglied seit |
| ----------- | -------- | --------- | ------------- |
| Artūrs Irbe | Lettland | Spieler   | 2010          |

## J
| Name                   |                    | Kategorie  | Mitglied seit |
| ---------------------- | ------------------ | ---------- | ------------- |
| Gustav Jaenecke        | Deutschland        | Spieler    | 1998          |
| Jaromír Jágr           | Tschechien         | Spieler    | 2024          |
| Alexander Jakuschew    | Russland           | Spieler    | 2003          |
| Angela James           | Kanada             | Spielerin  | 2008          |
| Alexei Jaschin         | Russland           | Spieler    | 2020          |
| Tore Johannessen       | Norwegen           | Spieler    | 1999          |
| Sven „Tumba“ Johansson | Schweden           | Spieler    | 1997          |
| Mark Johnson           | Vereinigte Staaten | Spieler    | 1999          |
| Marshall Johnston      | Kanada             | Spieler    | 1998          |
| Jörgen Jönsson         | Schweden           | Spieler    | 2019          |
| Kenny Jönsson          | Schweden           | Spieler    | 2024          |
| Tomas Jonsson          | Schweden           | Spieler    | 2000          |
| Gordon Juckes          | Kanada             | Funktionär | 1997          |
| Wladimir Jursinow      | Russland           | Funktionär | 2002          |
| Timo Jutila            | Finnland           | Spieler    | 2003          |

## K
| Name               |             | Kategorie      | Mitglied seit |
| ------------------ | ----------- | -------------- | ------------- |
| Dieter Kalt senior | Osterreich  | Funktionär     | 2017          |
| Waleri Kamenski    | Russland    | Spieler        | 2016          |
| Juri Karandin      | Russland    | Schiedsrichter | 2004          |
| Alexei Kassatonow  | Russland    | Spieler        | 2009          |
| Tsutomu Kawabuchi  | Japan       | Funktionär     | 2004          |
| Matti Keinonen     | Finnland    | Spieler        | 2002          |
| Udo Kießling       | Deutschland | Spieler        | 2000          |
| Dave King          | Kanada      | Funktionär     | 2001          |
| Saku Koivu         | Finnland    | Spieler        | 2017          |
| Jakob Kölliker     | Schweiz     | Spieler        | 2007          |
| Josef Kompalla     | Deutschland | Schiedsrichter | 2003          |
| Wiktor Konowalenko | Russland    | Spieler        | 2007          |
| Vladimír Kostka    | Tschechien  | Funktionär     | 1997          |
| Uwe Krupp          | Deutschland | Spieler        | 2017          |
| Wladimir Krutow    | Russland    | Spieler        | 2010          |
| Erich Kühnhackl    | Deutschland | Spieler        | 1997          |
| Kalervo Kummola    | Finnland    | Funktionär     | 2023          |
| Jari Kurri         | Finnland    | Spieler        | 2000          |
| Wiktor Kuskin      | Russland    | Spieler        | 2005          |

## L
| Name                |                    | Kategorie  | Mitglied seit |
| ------------------- | ------------------ | ---------- | ------------- |
| Jacques Lacarrière  | Frankreich         | Funktionär | 1998          |
| Philippe Lacarrière | Frankreich         | Funktionär | 2018          |
| Igor Larionow       | Russland           | Spieler    | 2008          |
| Bob LeBel           | Kanada             | Funktionär | 1997          |
| Brian Leetch        | Vereinigte Staaten | Spieler    | 2023          |
| Jere Lehtinen       | Finnland           | Spieler    | 2018          |
| Mario Lemieux       | Kanada             | Spieler    | 2008          |
| Igor Liba           | Slowakei           | Spieler    | 2024          |
| Nicklas Lidström    | Schweden           | Spieler    | 2014          |
| Vic Lindquist       | Kanada             | Spieler    | 1997          |
| Harry Lindblad      | Finnland           | Funktionär | 1999          |
| Paul Loicq          | Belgien            | Funktionär | 1997          |
| Konstantin Loktew   | Russland           | Spieler    | 2007          |
| Håkan Loob          | Schweden           | Spieler    | 1998          |
| Henrik Lundqvist    | Schweden           | Spieler    | 2025          |
| Tord Lundström      | Schweden           | Spieler    | 2011          |
| Cesar Lüthi         | Schweiz            | Funktionär | 1998          |

## M
| Name              |                    | Kategorie  | Mitglied seit |
| ----------------- | ------------------ | ---------- | ------------- |
| Oldřich Macháč    | Tschechien         | Spieler    | 1999          |
| Barry MacKenzie   | Kanada             | Spieler    | 1999          |
| Louis Magnus      | Frankreich         | Funktionär | 1997          |
| Boris Majorow     | Russland           | Spieler    | 1999          |
| Sergei Makarow    | Russland           | Spieler    | 2001          |
| Josef Maleček     | Tschechien         | Spieler    | 2003          |
| Alexander Malzew  | Russland           | Spieler    | 1999          |
| Pekka Marjamäki   | Finnland           | Spieler    | 1998          |
| Seth Martin       | Kanada             | Spieler    | 1997          |
| Kim Martin Hasson | Schweden           | Spielerin  | 2025          |
| Vladimír Martinec | Tschechien         | Spieler    | 2001          |
| John Mayasich     | Vereinigte Staaten | Spieler    | 1997          |
| Jack McCartan     | Vereinigte Staaten | Spieler    | 1998          |
| Jackie McLeod     | Kanada             | Spieler    | 1999          |
| Boris Michailow   | Russland           | Spieler    | 2000          |
| Mike Modano       | Vereinigte Staaten | Spieler    | 2019          |
| Bohumil Modrý     | Tschechien         | Spieler    | 2011          |
| Andy Murray       | Kanada             | Funktionär | 2012          |

## N
| Name                 |                    | Kategorie  | Mitglied seit |
| -------------------- | ------------------ | ---------- | ------------- |
| Bob Nadin            | Kanada             | Funktionär | 2018          |
| Lou Nanne            | Vereinigte Staaten | Spieler    | 2004          |
| Mats Näslund         | Schweden           | Spieler    | 2005          |
| Václav Nedomanský    | Tschechien         | Spieler    | 1997          |
| Scott Niedermayer    | Kanada             | Spieler    | 2015          |
| Frans Nielsen        | Danemark           | Spieler    | 2025          |
| Kent Nilsson         | Schweden           | Spieler    | 2006          |
| Nils „Nisse“ Nilsson | Schweden           | Spieler    | 2002          |
| Milan Nový           | Tschechien         | Spieler    | 2012          |
| Petteri Nummelin     | Finnland           | Spieler    | 2024          |
| Kalevi Numminen      | Finnland           | Funktionär | 2011          |
| Teppo Numminen       | Finnland           | Spieler    | 2013          |

## O
| Name               |          | Kategorie | Mitglied seit |
| ------------------ | -------- | --------- | ------------- |
| Lasse Oksanen      | Finnland | Spieler   | 1999          |
| Terry O’Malley     | Kanada   | Spieler   | 1998          |
| Caroline Ouellette | Kanada   | Spielerin | 2023          |

## P
| Name               |                        | Kategorie  | Mitglied seit |
| ------------------ | ---------------------- | ---------- | ------------- |
| Žigmund Pálffy     | Slowakei               | Spieler    | 2019          |
| Eduard Pană        | Rumänien               | Spieler    | 1998          |
| György Pásztor     | Ungarn                 | Spieler    | 2001          |
| Peter Patton       | Vereinigtes Konigreich | Funktionär | 2002          |
| Esa Peltonen       | Finnland               | Spieler    | 2007          |
| Ville Peltonen     | Finnland               | Spieler    | 2016          |
| Wladimir Petrow    | Russland               | Spieler    | 2006          |
| Ronald Pettersson  | Schweden               | Spieler    | 2004          |
| František Pospíšil | Tschechien             | Spieler    | 1999          |
| Jaroslav Pouzar    | Tschechien             | Spieler    | 2024          |
| Sepp Puschnig      | Osterreich             | Spieler    | 1999          |

## Q
| Name      |        | Kategorie  | Mitglied seit |
| --------- | ------ | ---------- | ------------- |
| Pat Quinn | Kanada | Funktionär | 2016          |

## R
| Name              |                    | Kategorie    | Mitglied seit |
| ----------------- | ------------------ | ------------ | ------------- |
| Alexander Ragulin | Russland           | Spieler      | 1997          |
| Hans Rampf        | Deutschland        | Spieler      | 2001          |
| Robert Reichel    | Tschechien         | Spieler      | 2015          |
| Gordon Renwick    | Kanada             | Funktionär   | 2002          |
| Robert Ridder     | Vereinigte Staaten | Funktionär   | 1998          |
| Fran Rider        | Kanada             | Funktionärin | 2015          |
| Jack Riley        | Vereinigte Staaten | Funktionär   | 1998          |
| Maria Rooth       | Schweden           | Spielerin    | 2015          |
| Angela Ruggiero   | Vereinigte Staaten | Spielerin    | 2017          |
| Thomas Rundqvist  | Schweden           | Spieler      | 2007          |

## S
| Name                            |                    | Kategorie      | Mitglied seit |
| ------------------------------- | ------------------ | -------------- | ------------- |
| Günther Sabetzki                | Deutschland        | Funktionär     | 1997          |
| Joe Sakic                       | Kanada             | Spieler        | 2017          |
| Ruslan Salej                    | Belarus            | Spieler        | 2014          |
| Riikka Sallinen-Nieminen-Välilä | Finnland           | Spielerin      | 2010          |
| Börje Salming                   | Schweden           | Spieler        | 1998          |
| Miroslav Šatan                  | Slowakei           | Spieler        | 2019          |
| László Schell                   | Ungarn             | Schiedsrichter | 2009          |
| Alois Schloder                  | Deutschland        | Spieler        | 2005          |
| Mathias Seger                   | Schweiz            | Spieler        | 2020          |
| Teemu Selänne                   | Finnland           | Spieler        | 2017          |
| Harry Sinden                    | Kanada             | Spieler        | 1997          |
| Ben Smith                       | Vereinigte Staaten | Funktionär     | 2016          |
| Ryan Smyth                      | Kanada             | Spieler        | 2020          |
| Nikolai Sologubow               | Russland           | Spieler        | 2004          |
| Andrei Starowoitow              | Russland           | Funktionär     | 1997          |
| Wjatscheslaw Starschinow        | Russland           | Spieler        | 2007          |
| Ján Starší                      | Slowakei           | Funktionär     | 1999          |
| Peter Šťastný                   | Slowakei           | Spieler        | 2000          |
| Ulf Sterner                     | Schweden           | Spieler        | 2001          |
| Roland Stoltz                   | Schweden           | Spieler        | 1999          |
| Mark Streit                     | Schweiz            | Spieler        | 2020          |
| Arne Strömberg                  | Schweden           | Funktionär     | 1998          |
| Göran Stubb                     | Finnland           | Funktionär     | 2000          |
| Miroslav Šubrt                  | Tschechien         | Funktionär     | 2004          |
| Jan Suchý                       | Tschechien         | Spieler        | 2009          |
| Mats Sundin                     | Schweden           | Spieler        | 2013          |
| Vicky Sunohara                  | Kanada             | Spielerin      | 2025          |

## T
| Name                    |                    | Kategorie  | Mitglied seit |
| ----------------------- | ------------------ | ---------- | ------------- |
| Anatoli Tarassow        | Russland           | Funktionär | 1997          |
| Wiktor Tichonow         | Russland           | Funktionär | 1998          |
| František Tikal         | Tschechien         | Spieler    | 2004          |
| Kimmo Timonen           | Finnland           | Spieler    | 2020          |
| Shoichi Tomita          | Japan              | Funktionär | 2006          |
| Lucio Topatigh          | Italien            | Spieler    | 2015          |
| Richard «Bibi» Torriani | Schweiz            | Spieler    | 1997          |
| Wladislaw Tretjak       | Russland           | Spieler    | 1997          |
| Ladislav Troják         | Slowakei           | Spieler    | 2011          |
| Hal Trumble             | Vereinigte Staaten | Funktionär | 1999          |
| Arkadi Tschernyschow    | Russland           | Funktionär | 1999          |
| Yoshiaki Tsutsumi       | Japan              | Funktionär | 1999          |
| Doru Tureanu            | Rumänien           | Spieler    | 2011          |
| Thayer Tutt             | Vereinigte Staaten | Funktionär | 2002          |

## U
| Name         |             | Kategorie  | Mitglied seit |
| ------------ | ----------- | ---------- | ------------- |
| Xaver Unsinn | Deutschland | Funktionär | 1998          |

## V
| Name           |            | Kategorie | Mitglied seit |
| -------------- | ---------- | --------- | ------------- |
| Jorma Valtonen | Finnland   | Spieler   | 1999          |
| David Výborný  | Tschechien | Spieler   | 2025          |

## W
| Name                |            | Kategorie      | Mitglied seit |
| ------------------- | ---------- | -------------- | ------------- |
| Juhani Wahlsten     | Finnland   | Spieler        | 2006          |
| Walter Wasservogel  | Osterreich | Funktionär     | 1997          |
| Waleri Wassiljew    | Russland   | Spieler        | 1998          |
| Harry Watson        | Kanada     | Spieler        | 1998          |
| Hayley Wickenheiser | Kanada     | Spielerin      | 2019          |
| Unto Wiitala        | Finnland   | Schiedsrichter | 2003          |

## Y
| Name          |          | Kategorie | Mitglied seit |
| ------------- | -------- | --------- | ------------- |
| Urpo Ylönen   | Finnland | Spieler   | 1997          |
| Steve Yzerman | Kanada   | Spieler   | 2014          |

## Z
| Name               |             | Kategorie | Mitglied seit |
| ------------------ | ----------- | --------- | ------------- |
| Vladimír Zábrodský | Tschechien  | Spieler   | 1997          |
| Henrik Zetterberg  | Schweden    | Spieler   | 2023          |
| Joachim Ziesche    | Deutschland | Spieler   | 1999          |